# Pregny-Chambésy

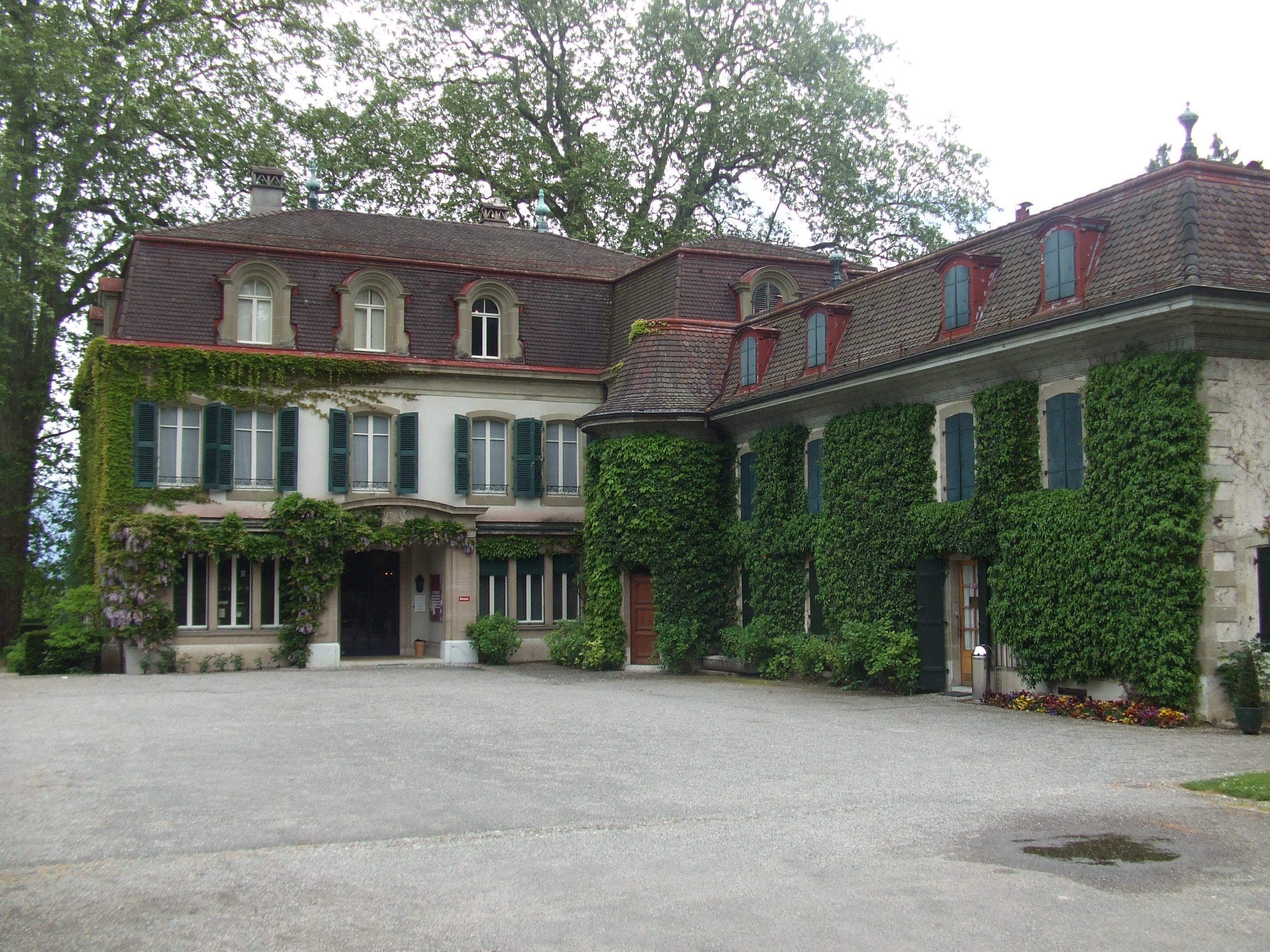
Bảo tàng

Pregny-Chambésy là một đô thị thuộc bang Genève ở Thụy Sĩ. Đô thị này tọa lạc ngay chính hướng bắc thành phố Genève, ở bờ tây nam của hồ Genève.
Tại thời điểm năm 2007, đô thị này có dân số 3.588 người và diện tích 322 héc ta.